# Vilhelm Kôersner
Per Vilhelm Kôersner, född den 15 juli 1860 i Falun, död den 28 juli 1900 i Stockholm, var en svensk historiker och tidningsman. Han var bror till Albert Kôersner och farfar till Per-Erik Kôersner.
Kôersner blev 1877 student vid Uppsala universitet och filosofie doktor där 1882. Han tillhörde 1881–1883 Nordisk familjeboks, därefter Aftonbladets och Stockholms dagblads redaktion. Kôersner var 1885–1888 tillförordnad aktuarie i Statistiska centralbyrån. Han uppsatte 1888 Börstidningen, vars utgivare han var till sin död, och anlade 1891 ett boktryckeri. Kôersner författade Gustaf III:s yttre politik under tiden närmast före ryska krigets utbrott (1882), Politiskt handlexikon (1883), Praktisk handbok för alla (1884–1888) samt resehandböckerna Dalarne (1885) och Stockholm (1886). Han utarbetade en redogörelse för avlönings- och pensionsstatistiken (i Bidrag till Sveriges officiella statistik X, 1886–1887) och Svensk justitiematrikel (tillsammans med Hjalmar Gullberg, 1887). Kôersner var gift med Ida Ihrman (1864–1945) som i andra giftet blev änka efter redaktör Andreas Hasselgren (1857–1921). De vilar på Norra begravningsplatsen utanför Stockholm.